# Libres (álbum de Sonohra)
Libres es el álbum debut del dúo pop italiano Sonohra. Fue lanzado el 21 de abril de 2009 y es la versión en español del álbum Liberi da sempre que fue lanzado en Italia el 29 de febrero de 2008.
Libres contiene 11 canciones de su autoría con un estilo de rock romántico en donde las guitarras son el principal instrumento. Su primer sencillo en Latinoamérica fue Besos Fáciles, seguido de Buscando L'amor.

## Información del álbum
Tanto la letra como la música son creación de los dos hermanos con ayuda del productor italiano Roberto Tini.

## Versión en español

### Lista de canciones
1. Besos fáciles - 3:55
2. Buscando l'amor - 3:48
3. Libres - 3:46
4. Cinco mil manos - 3:14
5. Un amor lleno de amor - 3:42
6. English dance - 4:11
7. Sálvame - 5:56
8. Soy así - 4:11
9. Aire de música - 3:33
10. Cada vez eres más - 3:53
11. Creeré - 3:46
12. BONUS Love show (English Version) - 3:55
13. BONUS L'amore - 3:48
14. BONUS Io e te - 3:42

## Versión en italiano

### Lista de canciones
1. Love Show - 3:55
2. L'amore - 3:49
3. English Dance - 4:11
4. Liberi da sempre - 3:46
5. Cinquemila mini mani - 3:14
6. Salvami - 5:56
7. Io e te - 3:42
8. So la donna che sei - 3:53
9. L'immagine - 3:34
10. Sono io - 4:11
11. I Believe - 3:45

### CD
1. Love Show - 3:55
2. L'amore - 3:49
3. English Dance - 4:11
4. Liberi da sempre - 3:46
5. Cinquemila mini mani - 3:14
6. Salvami - 5:56
7. Io e te - 3:42
8. So la donna che sei - 3:53
9. L'immagine - 3:34
10. Sono io - 4:11
11. I Believe - 3:45

### DVD
1. “L’Amore” (videoclip)
2. “L’Amore” (video backstage)
3. “Liberi Da Sempre” (videoclip)
4. Video de la presentación en el Festival de la Canción de San Remo
5. Instore Tour video-diario
6. Video ganador del concurso “L’Amore: mi versión”